# 山中源左衛門
山中 源左衛門（やまなか げんざえもん、生年不詳 - 1645年12月25日）は、江戸時代前期（17世紀）に実在した日本の武士、旗本である。本名重之。

## 人物・来歴
生年月日・生地ともに不詳であるが、『寛政重修諸家譜』（1812年）にも『徳川実紀』（1849年）にもその名が記述されている、実在の人物である。
『寛政重修諸家譜』によれば、1622年（元和8年）に初めて、第2代征夷大将軍の徳川秀忠に拝謁し、200俵を賜る大御番旗本となったという。その後、小普請奉行に任命される。
嫌がらせが好きな性分で、人の嫌がることをしては悦に入ったという。大田南畝によれば、500石の大御番旗本から、旗本奴に転じた人物である。前歯が欠けており、銀製の義歯をしていたとされる。
1645年12月（正保2年11月）、病気と称して任務を果たさず、江戸市中で無頼の行為を行っていることが発覚した。杉浦内蔵允正友（杉浦正友）に預けられたが、切腹を申し付けられ、同年同月25日（同年同月8日）、麹町の真法寺で切腹によって死去した。辞世の句は「わんざくれ 踏んぞるべいか 今日ばかり 翌日は烏が 掻ッ咬じるべい」というもので、べらんめえ調の「六方詞」で詠まれた。のちに塚原渋柿園が描いた『山中源左衛門』では、享年21（満20歳）とされているが、『寛政重修諸家譜』の記述からすれば、それよりも年長であるとみられる。